# تسبيحة الزهراء
تسبيحة الزهراء هي من تعقيبات الصلاة ومن الأذكار المشهورة عند المسلمين الشيعة. وهي أن يقول المسبّح:
- الله أكبر 34 مرة، الحمد لله 33 مرة، سبحان الله 33 مرة.[13][14][15][16]

يرى الشيعة أن فاطمة الزهراء قد أصابها التعب من كثرة الأعمال، كعمل البيت وتعليم النساء، فذهبت إلى النبي وطلبت منه من يعينها في عملها، فعلمها النبي ولعلي بن أبي طالب هذة التسبيحة وقال لهما: فهو خير لكما من خادم يخدمكما.

## فضل التسبيحة
ورد عن الصادق أنه قال: إنا نأمر صبياننا بتسبيح فاطمة الزهراء كما نأمرهم بالصلاة فالزمه فإنه لم يلزمه عبد فشقي.
وقد أتى في الروايات المعتبرة أنّ الذكر الكثير المأمور به في الكتاب العزيز هو هذا التسبيح ومن واظب عليه بعد الصلوات فقد ذكر الله ذكراً كَثِيراً وعمل بهذه الآية الكريمة: واذْكُروا الله ذِكْراً كَثِيراً.
وبسند معتبر عن الباقر أنّه قال: من سبح تسبيح فاطمة سلام الله عليها ثم استغفر الله غفر الله له وهو مائة على اللسان وألف في الميزان ويطرد الشيطان ويرضي الرب.
وبأسناد صحاح عن الصادق أنه قال: من سبح بتسبيح فاطمة قبل أن يثني رجليه من صلاة الفريضة غفر له ووجبت له الجنة.
وفي سندٍ معتبر آخر عنه أنّه قال: تسبيح الزهراء فاطمة في دبر كل فريضة أحب إليّ من صلاة ألف ركعة في كل يوم.
وفي رواية معتبرة عن الباقر قال: ما عبد الله بشي من التسبيح والتمجيد أفضل من تسبيح فاطمة ولو كان شي أفضل منه لاعطاه النبي (صلّى الله عليه وآله وسلم) فاطمة.